# Ой я знаю, що гріх маю
«Ой я знаю, що гріх маю» — українська народна пісня.

## Обробки
Обробки цієї пісні для голосу з фортепіано робили українські композитори Владислав Заремба, Дезидерій Задор, М.Стецюн.
Для сопрано в супроводі чоловічого хору обробку цієї пісні зробила Ганна Гаврилець.

## Виконання
Пісню виконували ВІА «Гуцулочки»,, Кубанський козачий хор (солістка Євгенія Джевага),, Ганна Буткевич.

## Текст пісні
Текст пісні

Ой, я знаю, що гріх маю

Пекло вогнянеє.

Що давала цілувати

Личко румянеє.

Приспів:

Гей, ріді-ріді-ріді-дай,

Ріді-ріді-дай-на

Гей, ріді-ріді-дай

Ріді-ріді-дай-на

Кажуть люди, що суд буде.

Що будуть судити.

Як би мені присудили

Всіх хлопців любити!

Приспів.

Полюбила я Миколу,

Федора, Степана,

Грицька, Стефана, Михайла

Митька та Івана.

Як би мені пощастило

Василя зловити,

То я б хлопцям перестала

Голови крутити!

Приспів.